# Frälsarens förklarings kyrka, Nasilava
Frälsarens förklarings kyrka (belarusiska: Спаса-Праабражэнская царква; translitteration: Spasa-Praabrashenskaja tsarkva; kyrkslaviska: Спа́со-Преображенскаѧ це́рковь) är en belarusisk-ortodox kyrkobyggnad belägen i byn Nasilava, i distriktet Maladzetjna rajon i Minsks voblast, i centrala Belarus.
Kyrkan är helgad åt Kristi förklaring och tillhör Maladzetjna stift i den Belarusisk-ortodoxa kyrkan.

## Historik

### Tidigare kyrka
Tidigare fanns det en östkatolsk kyrka i byn som byggdes år 1765 och var också helgad åt Kristi förklaring.
1838 blev den östortodox och var det fram tills 1960 då den revs på order av sovjetiska myndigheter.

### Nuvarande kyrkan
Den nuvarande kyrkan byggdes år 2001 på bekostnad av två invånare i byn vid namn Sjeremet Maria Andrejevna och hennes son, Igor Anatoljevitj, samt donationer från lokala församlingsmedlemmar.
Kyrkan invigdes 2004 som leddes av metropolit Filaret av Minsk och Slutsk.

## Inventarier
Inuti finns en ikon från den gamla kyrkan som föreställer Jungfru Maria (Guds moder) och som enligt vissa har varit mirakulös.

## Bilder

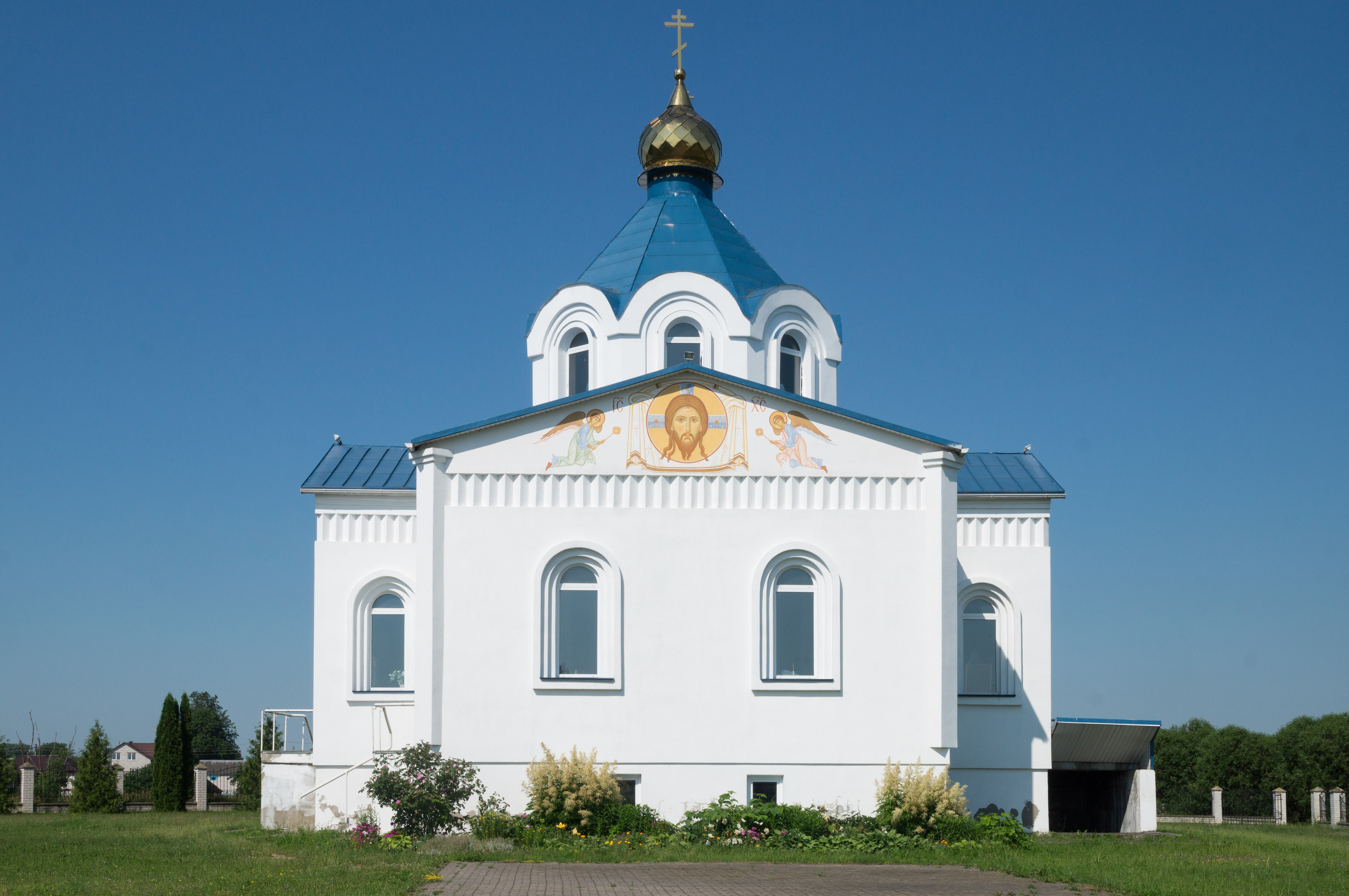
Kyrkans absid.
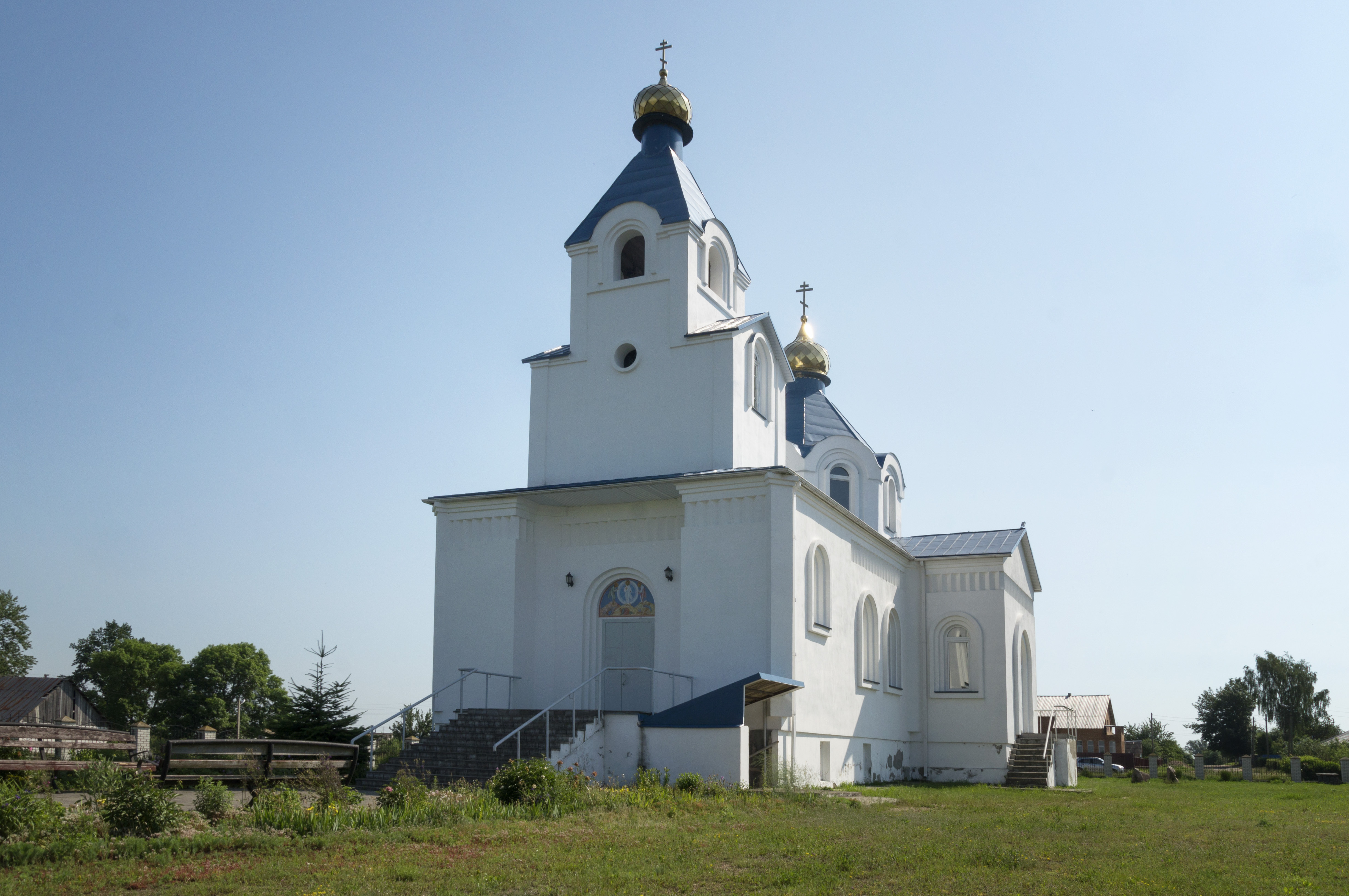
Framsidan.

### Allmänna källor
- Храм Праабражэння Гасподняга Насілава (hram.by)
- Приход храма Преображения Господня д.Носилово - Молодечненская епархия. Официальный сайт (molod-eparchy.by)